# 豐鄉車站 (滋賀縣)

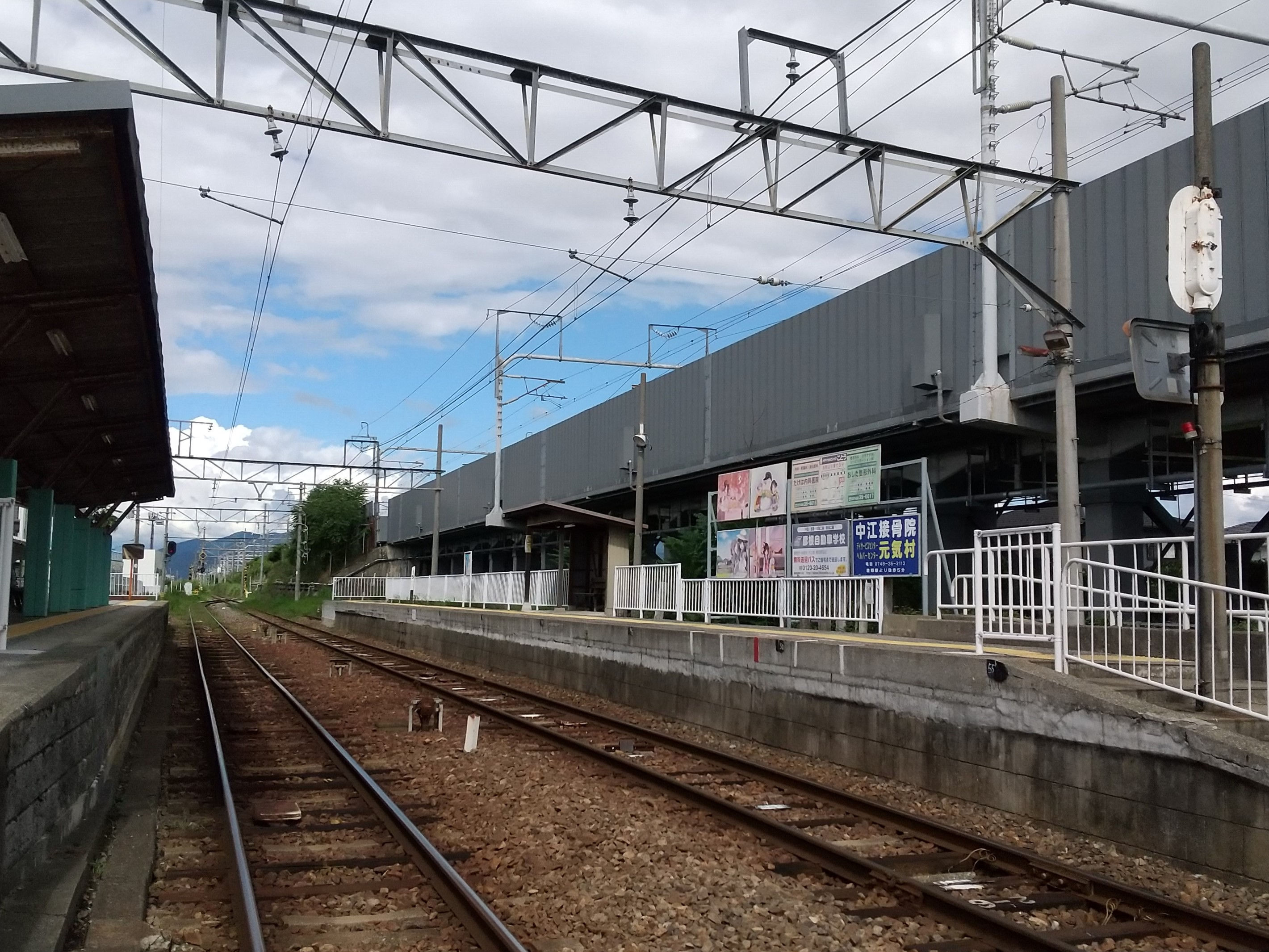
月台(2022年9月)

豐鄉車站（日语：／ Toyosato eki */?），位於滋賀縣犬上郡豐鄉町，是近江鐵道本線的車站。

## 車站簡介
此站有2座側式月台及兩股軌道，站房設於往米原車站方面月台側，往貴生川車站方面的月台與站房間沒有跨線橋或地下道，乘客需穿越鐵路進出，因此月台與站房間設有平交道柵欄。近江鐵道本線在此路段緊鄰東海道新幹線。
此站僅於平常日上午7時至9時半的通勤時段有站員，其他時段沒有常駐站員。
2009年至2010年時，四格漫畫《K-On!》改編的電視動畫播出；動畫中的櫻丘高中場景取材自豐鄉町立豐鄉小學的舊校舍建築群，因此吸引許多愛好者搭乘火車到此站，再徒步前往聖地巡禮。因《K-On!》帶來的超人氣，近江鐵道於2010年曾發售紀念車票。

### 月台
| 1 | ■近江鐵道本線（上行） | 米原方向   |
| 2 | ■近江鐵道本線（下行） | 貴生川方向 |

## 相鄰車站
近江鐵道
■本線（湖東近江路線）
尼子－朝日野－愛知川

## 外部連結

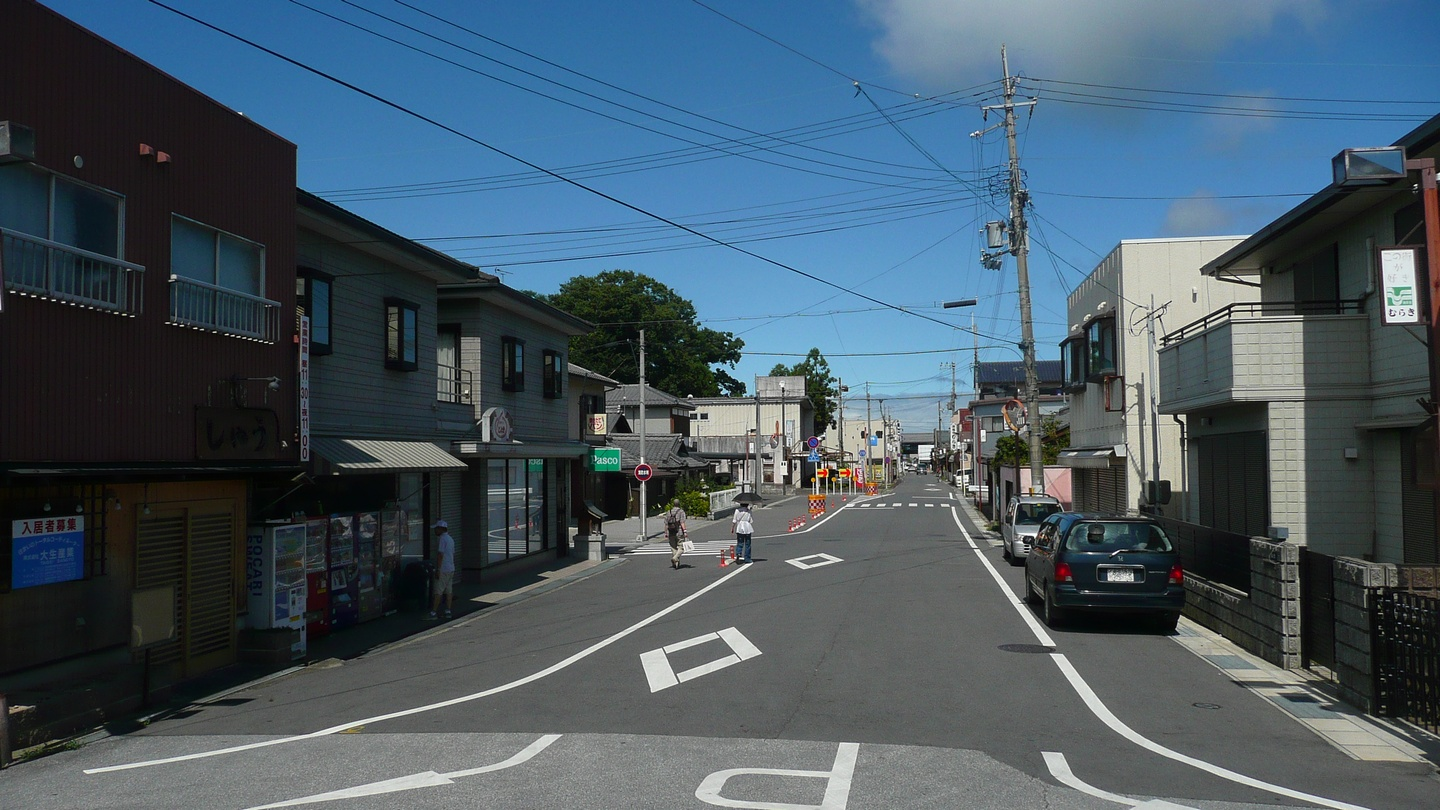
站前景色

- 站前景色（日語）豊郷駅（近江鉄道）（页面存档备份，存于）